# Brüno
Brüno är en amerikansk komedifilm från 2009 med Sacha Baron Cohen i huvudrollen som den österrikiske homosexuella modereportern Brüno Gehard. Rollen som hans assistent, Lutz, spelades av Gustaf Hammarsten.

## Rollista (urval)
- Sacha Baron Cohen – Brüno Gehard
- Gustaf Hammarsten – Lutz
- Clifford Bañagale – Diesel